# Giải thưởng Stirling

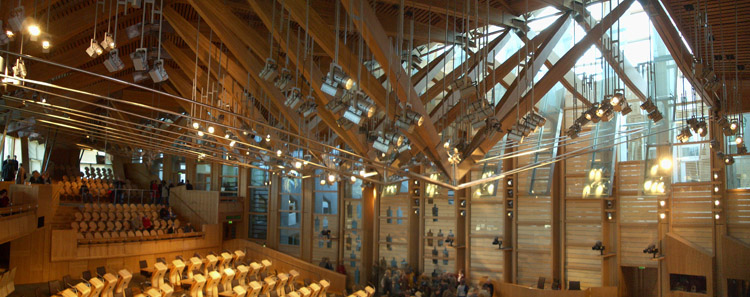
Nội thất phòng tranh luận Quốc hội Scotland của Enric Miralles giải thưởng năm 2005

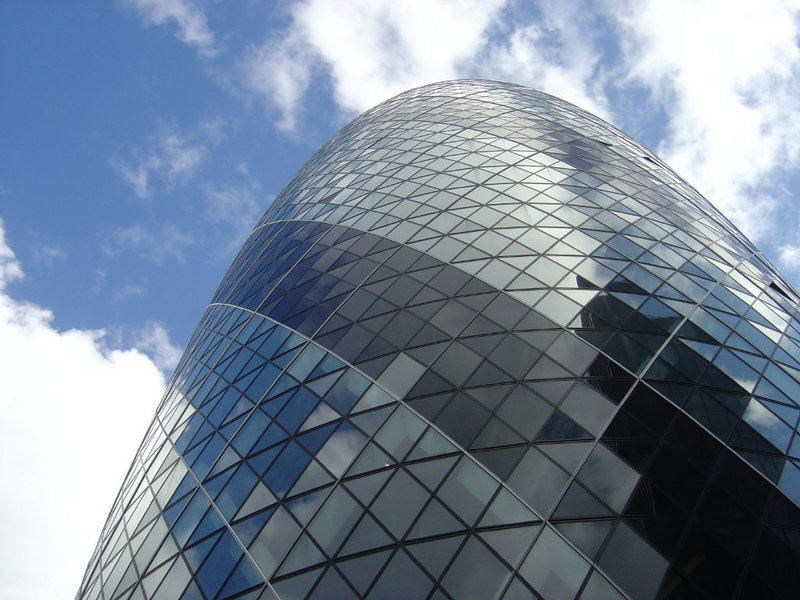
Công trình của Norman Foster, người nhận giải năm 2004

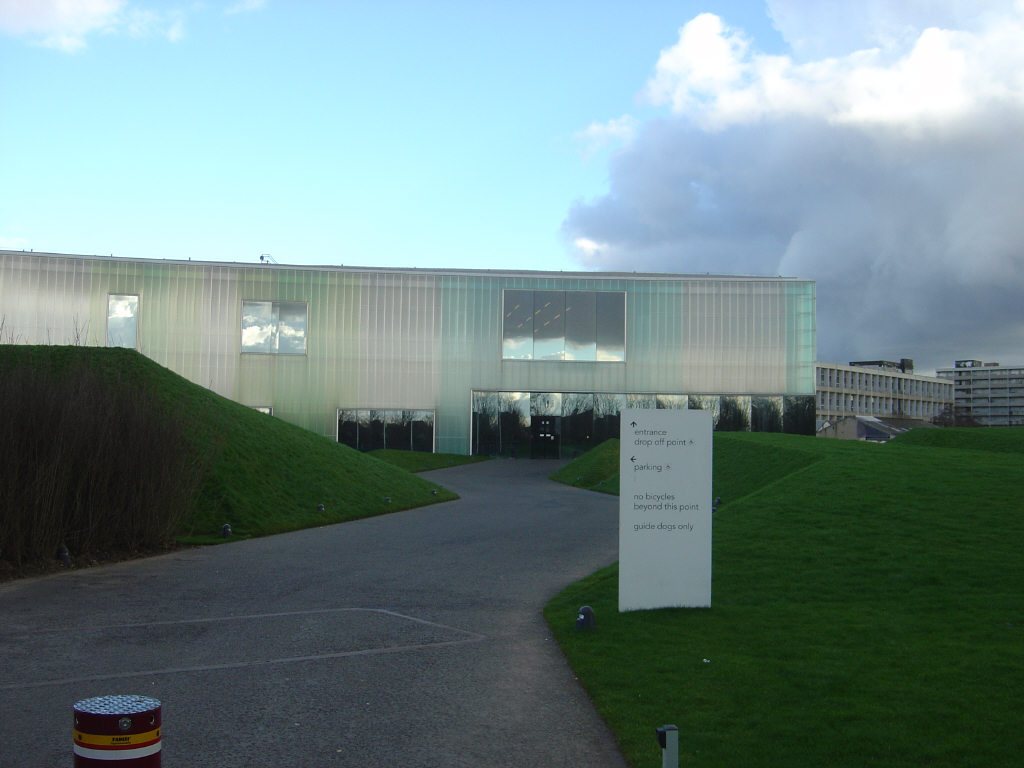
Trung tâm khiêu vũ Laban của Herzog & de Meuron

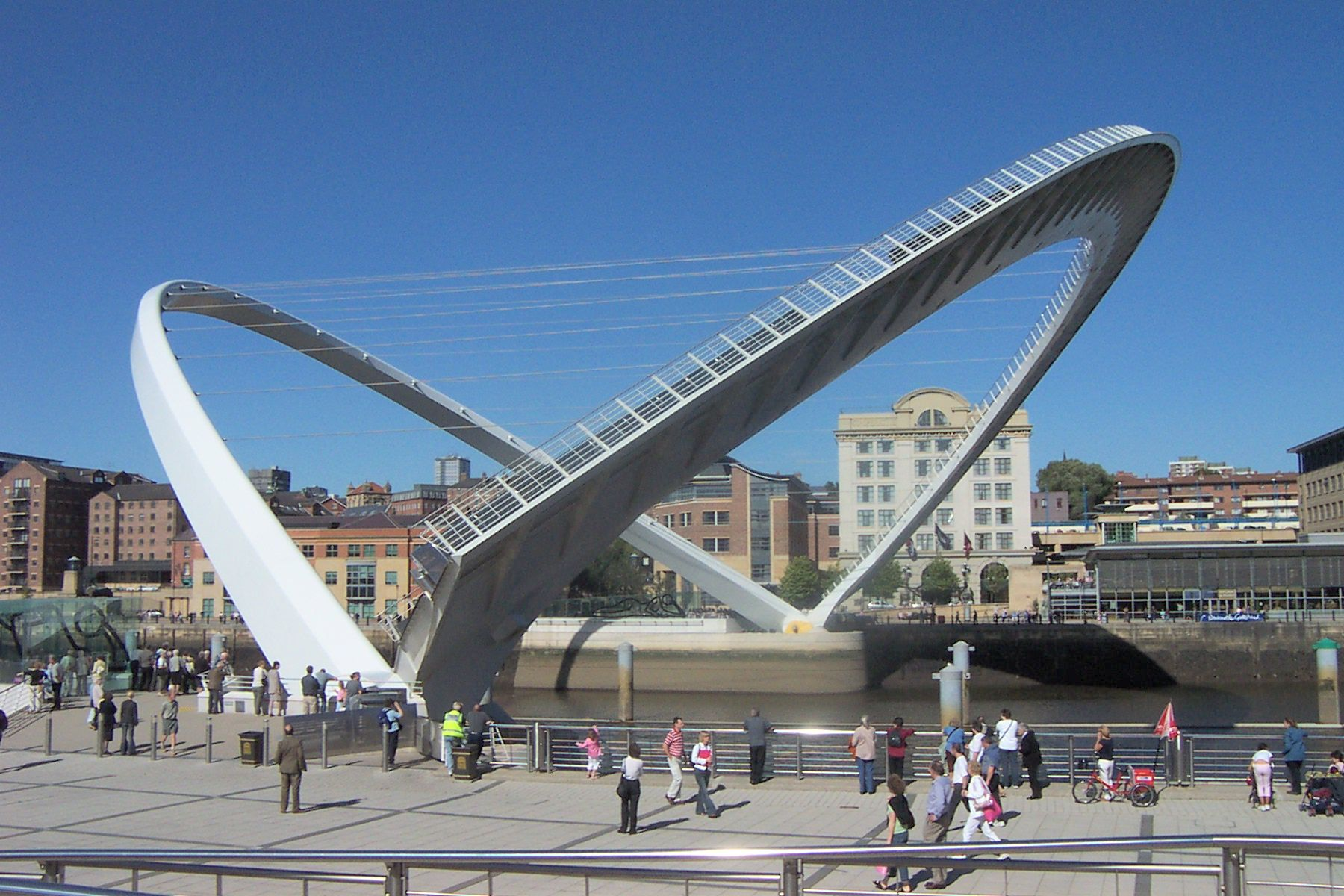
Cầu thiên niên kỉ Gateshead của Wilkinson Eyre Architects

Trung tâm Thông tin tại Lords của Future Systems

Giải thưởng Stirling là giải thưởng kiến trúc thường niên, mang tên kiến trúc sư James Stirling, được tổ chức bởi Hiệp hội Kiến trúc sư Hoàng gia Anh (Royal Institute of British Architects, viết tắt là RIBA). Phần thưởng trị giá 20.000 bảng Anh.
Giải thưởng này được trao cho các kiến trúc sư có đóng góp lớn cho sự phát triển của kiến trúc Anh trong năm. Kiến trúc sư phải là thành viên của RIBA nhưng công trình có thể xây dựng bất cứ đâu trong Liên minh châu Âu.

## Danh sách nhận giải
- 2005 - EMBT/RMJM: Quốc hội Scotland, Edinburgh
  - Bennetts Associates: Thư viện Brighton, Brighton
  - EMBT/RMJM: Quốc hội Scotland, Edinburgh
  - Zaha Hadid: Trung tâm BMW, Leipzig
  - Foster và cộng sự: Trung tâm kỹ thuật McLaren, Đang xây dựng
  - O'Donnell & Tuomey: Phòng trưng bày nghệ thuật Lewis Glucksman, Cork
  - Alsop Designs: Trung tâm trẻ em Fawood, Harlesden
- 2004 - Foster và cộng sự: 30 St Mary Axe, London
  - Văn phòng Daniel Libeskind: Bảo tàng Chiến tranh Đế quốc, Manchester
  - MacCormac Jamieson Prichard: The Phoenix Initiative, Coventry
  - Foster và cộng sự: Học viện Kinh doanh Bexley
  - Ian Ritchie Architects: The Spire of Dublin
  - Peter Cook, Colin Fournier: Kunsthaus, Graz
- 2003 - Herzog & de Meuron: Trung tâm khiêu vũ Laban
  - Bill Dunster Architects: BedZED
  - Eric Parry Architects: 30 Finsbury Square, London EC2
  - Foster and Partners: Great Court, British Museum
  - Ian Ritchie Architects: Plymouth Theatre Royal Production Centre
  - Sutherland Hussey Architects with Jake Harvey, Donald Urquhart, Glen Onwin và Sandra Kennedy: Tiree Shelter
- 2002 - Wilkinson Eyre Architects: Cầu thiên niên kỉ Gateshead
  - Malcolm Fraser Architects: Dance Base, Grassmarket, Edinburgh
  - Edward Cullinan Architects: Downland Gridshell, Weald and Downland Open Air Museum
  - David Chipperfield Architects: Ernsting's Service Centre, Coesfeld-Lette, Đức
  - Building Design Partnership: Hampden Gurney Church of England Primary School, London W1
  - Richard Rogers Partnership: Lloyd's Register of Shipping
  - Benson and Forsyth: Millennium Wing, National Gallery of Ireland
- 2001 - Wilkinson Eyre Architects: Magna Centre, winner
  - Nicholas Grimshaw and Partners: Eden Project
  - Eldridge Smerin: The Lawns, Highgate
  - Jeremy Dixon.Edward Jones: National Portrait Gallery extension
  - Guy Greenfield Architects: The Surgery, Hammersmith
  - Michael Hopkins & Partners: Portcullis House và Westminster Underground Station
  - Michael Wilford & Partners: Đại sứ quán Anh, Berlin
- 2000 - Alsop & Störmer: Thư viện Peckham, winner
  - Caruso St John: Walsall New Art Gallery
  - Norman Foster and Partners: Canary Wharf Station
  - Marks Barfield: London Eye
  - Richard Rogers Partnership: 88 Wood Street, City of London
  - Sauerbruch Hutton: GSW Headquarters, Berlin
  - Chetwood Associates: Sainsburys Supermarket, Greenwich
- 1999 - Future Systems: Trung tâm Thông tin tại Lords, winner
  - David Chipperfield Architects: River and Rowing Museum, Henley on Thames
  - Gordon Benson và Alan Forsyth: Bảo tàng của Scotland
  - Alsop, Lyall & Störmer: North Greenwich Jubilee Line Underground station
  - Chris Wilkinson Architects: Jubilee Line Extension Project
  - Wilford Associates: Sto AG Marketing and Training Building
  - Foster and Partners: Reichstag, Berlin
  - O'Donnell & Tuomey: Ranelagh Multi-Denominational School
- 1998 - Foster and Partners: American Air Museum, Imperial War Museum, Duxford, winner
  - Rick Mather: Private house, North London
  - Ian Ritchie: Concert platform, Crystal Palace
  - Ian Taylor with Bennetts Associates: Richard Attenborough Centre
  - Stephenson/Bell: Quay Bar, Manchester
  - Inskip and Jenkins: Temple of Concord and Victory (restoration), Stowe
  - Günter Behnisch: St Benno School, Dresden
  - Günter Behnisch: Landesgirokasse, Stuttgart
  - David Chipperfield: Office and studio building, Düsseldorf
  - Norman Foster and Partners: Commerzbank HQ, Frankfurt
  - Colin St John Wilson: British Library
- 1997 - Michael Wilford: Music School, Stuttgart, winner
  - William Alsop: Hotel du Departement, Marseille
  - Mark Guard: Roof-top apartment, Paris
  - Richard Murphy: Maggie's Centre, Edinburgh
  - Richard Rogers: Paul Hamlyn Learning Resource Centre, Thames Valley University
  - Chris Wilkinson: Stratford maintenance depot, Jubilee Line
- 1996 - Stephen Hodder: Centenary Building, Salford University, winner
- 1995 - The Lobb Partnership: McAlpine Stadium, Huddersfield, winner